# Comité de Descolonización

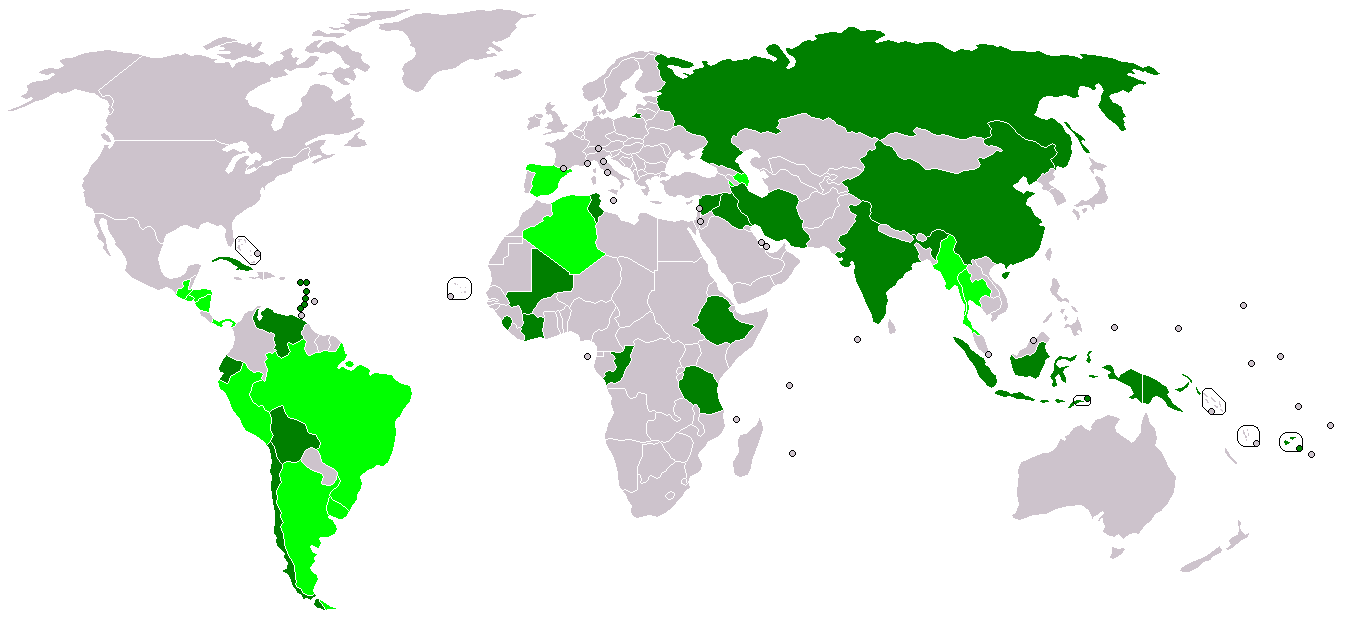
Estados miembros en 2009
Estados observadores en 2009

El Comité Especial de Descolonización o Comité Especial de los 24 de la Organización de las Naciones Unidas es un organismo creado en 1961, encargado de monitorear e impulsar el proceso de descolonización de los territorios no autónomos bajo administración de potencias coloniales, con el propósito de poner fin al colonialismo.
En 1945, cuando se fundó la Organización de Naciones Unidas, existían más de 80 territorios no autónomos bajo régimen colonial, en los que vivían 750 millones de personas, lo que representaba una tercera parte de la población mundial. En 2025 aún existen 17 territorios no autónomos por ser descolonizados: Anguila, Bermudas, Gibraltar, Guam, Islas Caimán, Islas Malvinas, Islas Turcas y Caicos, Islas Vírgenes Británicas, Islas Vírgenes de los Estados Unidos, Montserrat, Nueva Caledonia, Pitcairn, Polinesia Francesa, Sahara Occidental, Samoa Americana, Santa Elena y Tokelau.

## Nombre oficial
El nombre oficial completo del organismo es Comité Especial Encargado de Examinar la Situación con Respecto a la Aplicación de la Declaración sobre la Concesión de la Independencia a los Países y Pueblos Coloniales.

## Origen
El Comité de Descolonización fue creado en 1961 por la Asamblea General de las Naciones Unidas con el fin de impedir las acciones represivas de ciertas potencias europeas en las colonias bajo su control y supervisar el proceso de descolonización definitiva de las mismas.

## Misión
La misión del Comité es la de examinar la situación de los territorios autónomos bajo su supervisión y garantizar la aplicación de la Declaración sobre la concesión de la independencia a los países y pueblos coloniales y de las resoluciones y acciones internacionales llevadas adelante en el Primero y Segundo Decenio Internacional para la Eliminación del Colonialismo (1990-2010).

## Integración
Estados miembros
Desde 2017 el Comité está integrado por los siguientes miembros:
| - Antigua y Barbuda - Bolivia - Chile - China - República del Congo - Costa de Marfil - Cuba - Dominica - Ecuador - Etiopía | - Fiyi - Granada - India - Indonesia - Irán - Irak - Mali - Nicaragua - Papúa Nueva Guinea - Rusia | - San Cristóbal y Nieves - San Vicente y las Granadinas - Santa Lucía - Sierra Leona - Siria - Timor Oriental - Túnez - Tanzania - Venezuela |

Estados observadores
| - Argentina - Costa Rica - España - Ghana - Guatemala | - Italia - Jamaica - Montenegro - Panamá - Islas Salomón | - Surinam - Turquía - Uganda - Uruguay |

## Territorios no autónomos
En 2024 aún hay 17 territorios en la lista de territorios no autónomos pendientes de descolonización:
| Territorio                                | Potencia administradora                                                                         | Continente | Capital                  | Notas |
| ----------------------------------------- | ----------------------------------------------------------------------------------------------- | ---------- | ------------------------ | --- |
| Anguila                                   | Reino Unido                                                                                     | América    | El Valle                 | |
| Bermudas                                  | Reino Unido                                                                                     | América    | Hamilton                 | |
| Gibraltar                                 | Reino Unido                                                                                     | Europa     | Gibraltar                | Reclamado por España |
| Guam                                      | Estados Unidos                                                                                  | Oceanía    | Agaña                    | |
| Islas Caimán                              | Reino Unido                                                                                     | América    | George Town              | |
| Islas Malvinas                            | Reino Unido                                                                                     | América    | Puerto Argentino/Stanley | Reclamadas por Argentina |
| Islas Georgias del Sur y Sandwich del Sur | Reino Unido                                                                                     | América    | Grytviken                | Reclamadas por Argentina |
| Islas Turcas y Caicos                     | Reino Unido                                                                                     | América    | Cockburn Town            | |
| Islas Vírgenes Británicas                 | Reino Unido                                                                                     | América    | Road Town                | |
| Islas Vírgenes de los Estados Unidos      | Estados Unidos                                                                                  | América    | Carlota Amalia           | |
| Montserrat                                | Reino Unido                                                                                     | América    | Plymouth                 | |
| Nueva Caledonia                           | Francia                                                                                         | Oceanía    | Numea                    | Reincluida en la lista en 1986. |
| Islas Pitcairn                            | Reino Unido                                                                                     | Oceanía    | Adamstown                | |
| Polinesia Francesa                        | Francia                                                                                         | Oceanía    | Papeete                  | Reincluida en la lista en 2013. |
| Sahara Occidental                         | España (de jure) Marruecos (de facto, 80 % del territorio) RASD (de facto, 20 % del territorio) | África     | El Aaiún                 | La ONU sigue considerando a España como potencia administradora, aunque este país ya no ejerce ningún control sobre el territorio. La mayor parte del territorio está ocupado por Marruecos y es reivindicado por la RASD, que controla aproximadamente el 20 % del territorio. La ONU ratificó en 1990 que es el pueblo saharaui recogido en el censo de 1975 quien debe pronunciarse sobre su soberanía. |
| Samoa Americana                           | Estados Unidos                                                                                  | Oceanía    | Pago Pago                | |
| Santa Elena, Ascensión y Tristán de Acuña | Reino Unido                                                                                     | África     | Jamestown                | |
| Tokelau                                   | Nueva Zelanda                                                                                   | Oceanía    | Nukunonu                 | En 1948, el Reino Unido transfirió la soberanía de Tokelau a Nueva Zelanda, acto no reconocido por las Naciones Unidas. |

## Recomendación sobre Puerto Rico
El Comité de Descolonización se refiere al Estado Libre Asociado de Puerto Rico (un territorio no incorporado de los Estados Unidos) como una nación en sus informes, porque internacionalmente el pueblo de Puerto Rico es a menudo considerado como una nación caribeña, con su propia identidad nacional. Más recientemente, en un informe de junio de 2016, el Comité Especial pidió a los Estados Unidos acelerar el proceso para permitir la libre determinación en Puerto Rico. El 22 de junio de 2023, el Comité Especial de la ONU hace un nuevo llamado al Gobierno de los Estados Unidos para que asuma su responsabilidad y tome medidas que permitan a los puertorriqueños ejercer su derecho a la libre determinación e independencia, así como a tomar decisiones soberanas, a fin de atender con urgencia las necesidades económicas y sociales del país.